# Ronan Keating
Ronan Patrick John Keating Embaixador(a) da boa vontade da FAO (Dublin, 3 de março de 1977) é um cantor, compositor e apresentador de televisão irlandês. Estreou-se em 1994, ao lado de Keith Duffy, Michael Graham, Shane Lynch e Stephen Gately, como vocalista no grupo Boyzone, e em 1999 a solo, tendo desde então lançado onze álbuns. Ganhou atenção mundial quando o seu single "When You Say Nothing at All" foi um dos temas principais da banda sonora no filme Notting Hill, chegando ao número um em vários países.  
Como artista solo já vendeu mais de 20 milhões de discos em todo o mundo, ao lado dos 70 milhões de registros com a banda Boyzone. Na Austrália, país onde reside, é também reconhecido por ter desempenhado o papel de jurado no programa The X Factor, entre 2010 e 2014, e treinador musical no The Voice, em 2016.  
Keating está ativo em trabalhos de caridade e tem sido um ativista para a Marie Keating Foundation, o que aumenta a consciência para o câncer de mama e é nomeado após sua mãe, que morreu da doença em 1998.

## Discografia

### Álbuns de estúdio
- Ronan (2000)
- Destination (2002)
- Turn It On (2003)
- Bring You Home (2006)
- Songs for My Mother (2009)
- Winter Songs (2009)
- Duet (2010)
- When Ronan Met Burt (2011)
- Fires (2012)
- Time of My Life (2016)
- Twenty Twenty (2020)
- Songs from Home (2021)

## Filmografia
- Goddess (2013) – James Dickens
- Postman Pat: The Movie (2014) – Roman, Pat Clifton (singing voice)
- Another Mother's Son (2017) – Harold Le Druilleneec
- Love Child (2017) – Lawrence Faber
- PAW Patrol: The Movie (2021) - Harris (UK dub)